# 922년

## 연호
- 후량(後梁) 용덕(龍德) 2년
- 요(遼) 신책(神冊) 7년 / 천찬(天贊) 원년
- 후백제(後百濟) 정개(政開) 23년
- 고려(高麗) 천수(天授) 5년
- 일본(日本) 엔기(延喜) 22년
- 전촉(前蜀) 건덕(乾德) 4년
- 남한(南漢) 건형(乾亨) 6년
- 양오(楊吳) 순의(順義) 2년

## 기년
- 후량(後梁) 말제(末帝) 10년
- 요(遼) 태조(太祖) 16년
- 신라(新羅) 경명왕(景明王) 6년
- 고려(高麗) 태조(太祖) 5년
- 후백제(後百濟) 견훤(甄萱) 정개 31년
- 발해(渤海) 대인선(大諲譔) 17년